# Národní park Vápencové Alpy
Národní park Vápencové Alpy (německy Nationalpark Kalkalpen) je národní park v Rakousku. Rozkládá se na rozloze 208,56 km² v horské oblasti Hornorakouské předhůří. Skládá se ze dvou částí, horské zalesněné oblasti Reichraminger Hintergebirge a horského masivu Sengsengebirge.

## Struktura národního parku

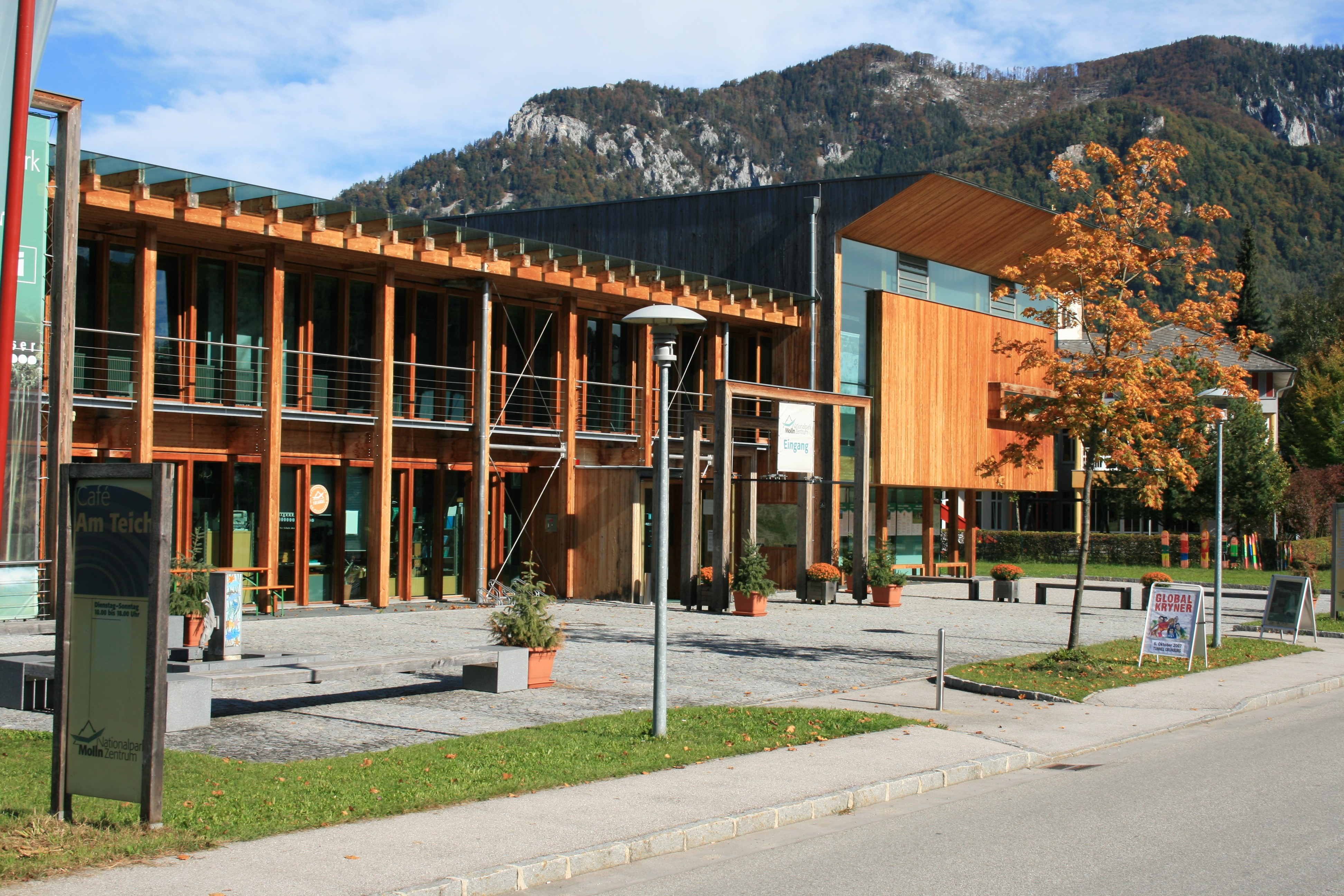
Molln - sídlo společnosti národního parku

Sídlem společnosti národního parku (Nationalpark Gesellschaft) je
Molln.
Další návštěvnická centra se nacházejí v Reichramingu a ve Windischgarstenu. V návštěvnických centrech se konají výstavy a je zde možno získat informační materiály a informace o probíhajících akcích.
Rozloha národního parku činí 20 856 hektarů. Z toho 89 % tvoří vlastní jádro národního parku a 11 % zaujímá lesnicky a zemědělsky využívaná ochranná zóna.
Z hlediska vlastnického členění je 88 % plochy parku v majetku lesnické společnosti Österreichische Bundesforste AG, 11 % je v soukromém vlastnictví a 1 % je ve vlastnictví obcí.

## Historie
Lidé žili v oblasti národního parku již v době kamenné. Dokladem toho jsou kamenné nástroje z období 65 000–30 000 př. n. l. zpracované tzv. levalloiskou technikou, nalezené v jeskyni Rameschhöhle spolu s pozůstatky jeskynního medvěda a lva, vlka a kozorožce.
Další nálezy artefaktů lovců doby kamenné z období 18 000 až 10 000 př. n. l. pochází z jeskyně Nixloch u obce Losenstein.
V oblasti obce Windischgarsten byly nalezeny sekery a hroty kopí z období 1000 př. n. l.. Jsou známkami osídlení a migrace lidí horskými průsmyky v té době.
Vzhledem ke stupni zachování nedotčené přírody a krajiny v této části Horních Rakous, hraničící s Dolními Rakousy a Štýrskem, byla v roce 1976 vyhlášena přírodní rezervace Naturschutzgebiet Sengsengebirge.
První plány pro vznik národního parku Reichraminger Hintergebirge se datují do roku 1983. V roce 1990 pak byla zahájena příprava vyhlášení Národního parku Vápencové Alpy. V roce 1996 byl hornorakouským parlamentem přijat zákon o Národním parku. 21. července 1997 byl pak národní park vyhlášen a 25. července 1997 slavnostně otevřen. Jeho rozloha činila 16 509 hektarů. V témže roce park získal mezinárodní statut národního parku IUCN II.
Rozloha parku byla v roce 2001 zvětšena na 18 400 hektarů a v roce 2003 byla zvětšena na 20 856 hektarů.
V roce 2004 byl národní park zahrnut mezi území chráněná podle Ramsarské úmluvy a jako chráněné území v soustavě Natura 2000 - a to jak jako ptačí oblast, tak i evropsky významná lokalita podle Směrnice Rady č. 92/43/EHS.
V roce 2009 následovala další úprava rozlohy parku v návaznosti na rozhodnutí komise EU z 12. prosince 2008.

## Geografie a geologie

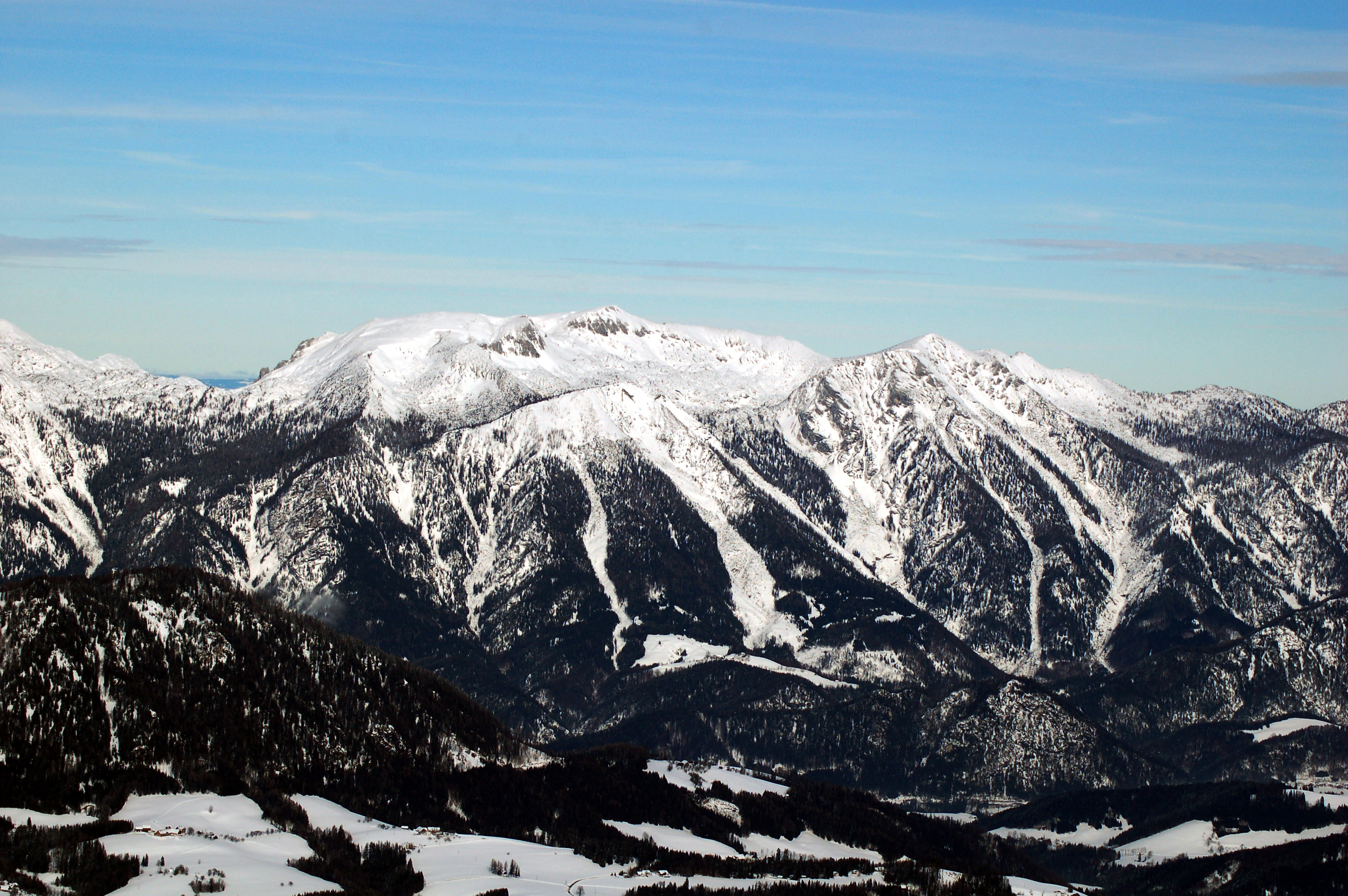
Hoher Nock v pohoří Sengsengebirge

Nejvyšším vrcholem je Hoher Nock s výškou 1963 m n. m.
Území je z 80 % zalesněno smíšeným lesem; dominují smrk, jedle a buk.
V národním parku se nachází přes 200 km nedotčených potoků a 800 pramenů.
Geologicky je území národního parku tvořeno horninami vápencového typu.
V oblasti Národního parku Vápencové Alpy bylo dosud bylo objeveno přes 70 jeskyň. Největší jeskynní systém je Klarahöhle, objevený v roce 2004. Nejhlubší jeskyní je Krestenbergschacht s hloubkou 412 metrů od vstupu nacházejícího se v nadmořské výšce 1165 m n. m. V národním parku existují i ledové jeskyně, přístupné pouze zkušeným jeskyňářům. V Sengsengebirge je to „Eiskapelle“ (Ledová kaple). Tuto jeskyni tvoří 60 m dlouhý, 30 m široký a 6 m vysoký dóm. V některých letech zůstává až do podzimu ve středu prostoru ledový pilíř. Dříve tato jeskyně byla nazývána místními také jako „Teufelskapelle“ (Ďáblova kaple).

## Fauna a flóra

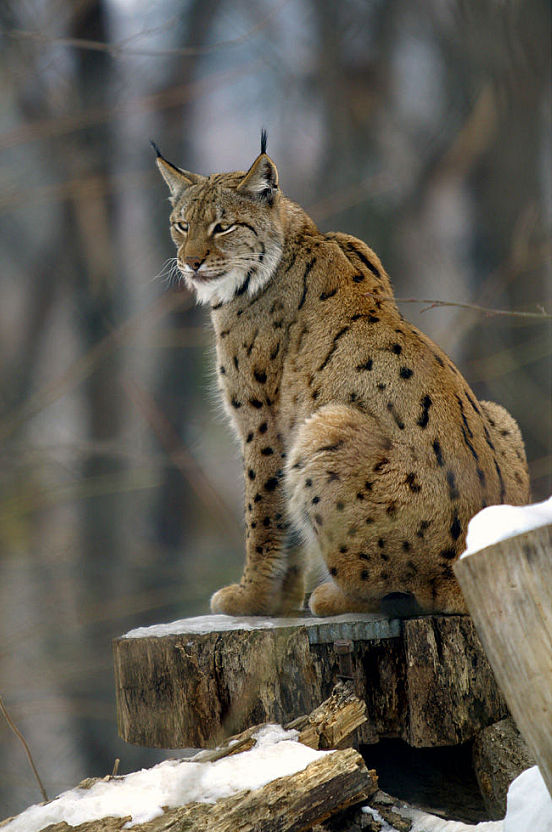
Rys ostrovid (Lynx lynx)

V parku žije 30 druhů savců, 80 druhů hnízdících ptáků, 1500 druhů motýlů. Flóru představuje 1000 druhů kvetoucích rostlin, kapraďorostů a mechorostů.
V parku žijí medvěd, rys, vydra, plch, bobr a mnohé druhy netopýrů. Dále mnoho druhů chráněných ptáků, mezi nimi : čáp černý, holub doupňák, jestřáb lesní, jeřábek lesní, krahujec obecný, ledňáček říční, lejsek malý, lelek lesní, linduška luční, orel skalní, orlík krátkoprstý, ostříž lesní, skorec vodní, sluka lesní, sokol stěhovavý, strakapoud bělohřbetý, tetřev hlušec, tetřívek obecný, včelojed lesní, volavka popelavá a výr velký.
Mezi ohrožené druhy plazů patří : ještěrka obecná, ještěrka živorodá, slepýš křehký, užovka hladká, užovka obojková, užovka stromová a zmije obecná.
Z více než 850 doložených rostlinných druhů je 102 na červeném seznamu ohrožených druhů rostlin v Horním Rakousku.

## Využití
Území národního parku je pod zvláštní ochranou, je však protkáno hustou sítí turistických cest. Okolní obce tuto oblast využívají výhradně pro ekoturistiku.
V chráněné oblasti existuje 20 horských pastvin, z nichž jen několik málo je obhospodařováno.